# Für Elise (zongoramű)

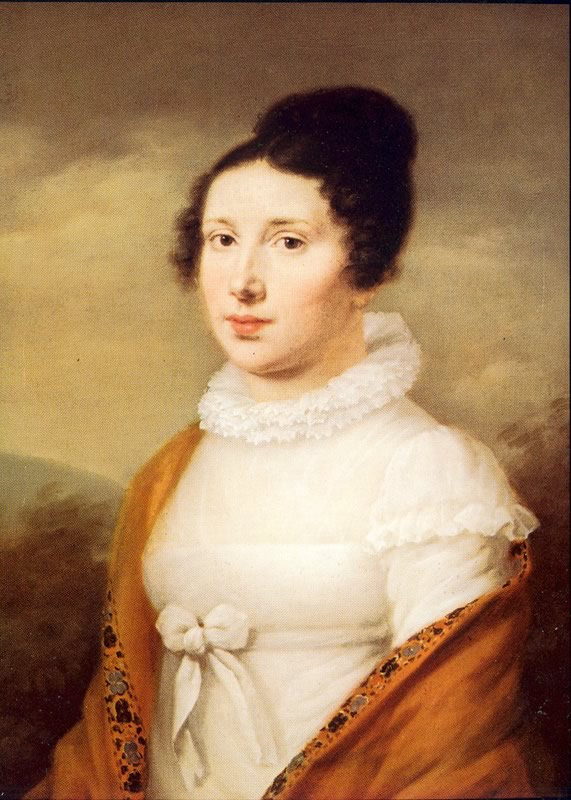
Elisabeth Röckel

A 25. (a-moll) bagatell, ismertebb nevén a Für Elise című darab Beethoven egyik legismertebb zongoraműve. A szerző halálát követő negyvenedik évben adták ki először nyomtatásban, miután Ludwig Nohl felfedezte és lemásolta az azóta elveszett eredeti kéziratot. A mű címzettje, Elise sokáig rejtély maradt.
A rövid mű rendkívüli népszerűségét annak is köszönheti, hogy a kezdő zongorázni tanulók számára is egy könnyű darab, ezért szinte minden zongora tankönyvben szerepel.
Klaus Martin Kopitz német zenetudós szerint Elise Elisabeth Röckel volt, egy szoprán énekesnő, aki Bécsben ismerte meg a Beethovent, amikor 1807-ben tenorénekes bátyja Florestant énekelte a Fidelioban. Elisabeth Röckel 1810-ben egy másik zeneszerzőhöz, Hummelhez ment ugyan férjhez, de a bagatell keletkezésekor igen közel állt Beethovenhez.
| Meghallgatható egy wikiszerkesztő előadásában: |
|                                                |